# Ethapur
Ethapur é uma panchayat (vila) no distrito de Salem , no estado indiano de Tamil Nadu.

## Demografia
Segundo o censo de 2001,  Ethapur  tinha uma população de 10,054 habitantes. Os indivíduos do sexo masculino constituem 50% da população e os do sexo feminino 50%. Ethapur tem uma taxa de literacia de 67%, superior à média nacional de 59.5%: a literacia no sexo masculino é de 75% e no sexo feminino é de 59%. Em Ethapur, 11% da população está abaixo dos 6 anos de idade.